# Deposito ANM Piscinola
Il deposito e officine ANM Piscinola è un'infrastruttura di servizio del trasporto pubblico a Napoli per il rimessaggio e la manutenzione delle linee 1 e 11 della Metropolitana di Napoli.

## Storia
La costruzione del deposito iniziò nel 1989, contestualmente alla costruzione della linea 1 della Metropolitana di Napoli. Entrò in funzione in due fasi, la prima nel 1995, la seconda nel 2002. Il costo dell'opera ammonta a circa 140 mila euro.
Nel 2019, è stato avviato un progetto di ampliamento del deposito per soddisfare le crescenti esigenze operative della linea 1. L'intervento prevede la realizzazione di una nuova officina di manutenzione in grado di ospitare 12 binari per la manutenzione ordinaria e straordinaria dei treni, oltre a ulteriori 6 binari destinati al ricovero e al lavaggio dei convogli. L'area adiacente sarà dotata di strutture funzionali come magazzini, servizi e impianti.
Il progetto di ampliamento è stato finanziato attraverso diverse fonti, tra cui il Piano Sviluppo e Coesione della Città di Napoli, la Banca Europea di Investimento (BEI) e il Fondo per il finanziamento degli investimenti e lo sviluppo infrastrutturale. Nel marzo 2022, è stato approvato il progetto definitivo, con un investimento complessivo di 57 milioni di euro.
L'ampliamento del deposito è essenziale per supportare l'incremento del parco rotabile, previsto con l'acquisizione di 12 nuovi convogli, due dei quali finanziati con risorse del Patto per lo Sviluppo della Città di Napoli e dieci con fondi del POR FESR Campania. Questo potenziamento consentirà di estendere l'esercizio della linea fino alla stazione di Capodichino, migliorando significativamente la frequenza e l'efficienza del servizio.

## Strutture e impianti
L'impianto di deposito si estende attualmente su un'area di circa 46.000 m², che congiuntamente all'officina di manutenzione raggiunge i 117.730 m². Occupa un'area di intervento pari a 124.2 m². È ivi situata anche la centrale di controllo.
La struttura è organizzata su cinque livelli terrazzati, disposti a quote altimetriche di 141,00 m, 139,50 m, 137,50 m, 137,00 m e 135,00 m sul livello del mare. Questi livelli sono collegati tra loro da rampe stradali con pendenze adeguate, facilitando la movimentazione dei mezzi all'interno dell’impianto.